# 紹爾特

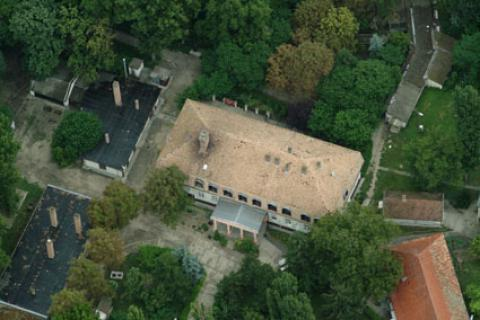

紹爾特是匈牙利的城鎮，位於該國東南部，由巴奇-基什孔州負責管轄，面積132.67平方公里，該地區自石器時代已有人類居住，2011年人口6,359，其中約四成居民信奉天主教。

## 外部連結
- Official site （页面存档备份，存于） in Hungarian

46°48′N 19°01′E / 46.800°N 19.017°E